# Eintracht Duisburg
Eintracht Duisburg ist einer der ältesten Sportvereine in Deutschland. Der Verein, dem etwa 1.200 Mitglieder angehören, bietet die Sportarten Leichtathletik, Handball, Tischtennis, Fußball, Turnen, Badminton, Fechten und Tennis an.

## Stammbaum
Eintracht Duisburg ist das Produkt einer komplexen Fusionsgeschichte. Die wichtigsten Vorgängervereine sind die Duisburger Turngemeinde für Erwachsene von 1848, aus der der Duisburger Spielverein entstand, und der TuS Duisburg 48/99. Beide fusionierten am 24. Juli 1964 zum heutigen Verein.

### Duisburger Spielverein

Abzeichen des Duisburger SpV

Der Duisburger Spielverein (Duisburger SpV) war einer der erfolgreichsten Vereine des frühen westdeutschen Fußballs. Er wurde im Jahr 1900 gegründet, als die zu diesem Zeitpunkt sieben Jahre alte Fußballabteilung der Duisburger Turngemeinde für Erwachsene von 1848 auf Initiative des späteren DFB-Präsidenten Gottfried Hinze aus dem Gesamtverein austrat.
Bereits 1904 stand der DSV im Halbfinale um die zum zweiten Mal ausgetragene deutsche Meisterschaft (2:3 n. V. gegen den VfB Leipzig). Nach fünf weiteren Endrundenteilnahmen erreichten die Duisburger 1913 ihr einziges Endspiel, das sie ebenfalls gegen die Leipziger 1:3 verloren. Insgesamt spielten sie bis 1927 elf Mal um die Meisterschaft mit. Sechs weitere Male schied der Spielverein in der westdeutschen Endrunde aus.
Von 1927 an spielte der DSV zwei Jahrzehnte lang überregional keine Rolle. Erst mit dem Aufstieg in die Oberliga West zur Saison 1949/50 machte der Spielverein wieder auf sich aufmerksam. Nach dem Abstieg 1951 in die 2. Liga West kehrten die Duisburger 1954 in die höchste Spielklasse zurück, der sie bis 1962 angehörten. Als West-Vizemeister hinter Borussia Dortmund nahmen sie 1957 ein letztes Mal an der Meisterschafts-Endrunde teil. Ein Jahr nach dem Abstieg 1962 qualifizierte sich der Verein 1963 mit knapper Not für die neue Regionalliga West. Ein Jahr später fand die Fusion statt.
Der DSV spielte von 1905 bis 1914 im Grunewaldstadion, seitdem im Duisburger Stadion, an dessen Stelle heute die MSV-Arena steht. Der Rest der Duisburger Turngemeinde fusionierte im März 1921 mit dem 1912 als SV Borussia Friemersheim gegründeten SV Borussia 1912 Rheinhausen zur Vereinigten Duisburger TV 1848 und SV Borussia Duisburg, kurz Turn-Borussia Duisburg.
Der DSV ist nicht zu verwechseln mit dem heutigen DSV 1900. Dieser wurde 1900 als SuS Germania Wanheimerort gegründet und fusionierte 1924 mit dem FC Vorwärts Wanheimerort zum Duisburger SC 1900. Erst 1969 erfolgte die Umbenennung in Duisburger SV 1900.

### TuS Duisburg 48/99

Ehemaliges Vereinswappen der TuS Duisburg 48/99

Der andere Ursprungsklub von Eintracht Duisburg wurde 1899 als Duisburger FK 1899 gegründet. 1903 fusionierte der Verein mit dem SV Viktoria 1893 zum Duisburger SV Viktoria 1899. Im August 1921 schloss sich die erst fünf Monate alte Turn-Borussia Duisburg an. Nur zwei Jahre später musste der so entstandene Duisburger TSV 1848 im Zuge der Reinlichen Scheidung wieder getrennt werden. Die Turner bildeten den Duisburger TV 1848, die Ballsportler den Duisburger TSV 1899. 1938 wurden beide Vereine vom nationalsozialistischen Fachamt Fußball wieder zum TuS Duisburg 48/99 vereint.
Dieser Verein sowie zuvor der TSV 1899 löste als Gauligist den Spielverein als Duisburger Nummer eins ab. Mit Ausnahme der Saison 1935/36 spielten die Fußballer bis zu deren Ende in der Gauliga. Nach dem Krieg ließen sie sich wieder vom Spielverein abhängen, der allerdings ebenfalls längst im Schatten des in der Nachkriegszeit aufkommenden Meidericher SV stand. Von 1959 bis 1963 spielte der Verein in der 2. Liga West. Nachdem der Verein westdeutscher Amateurmeister wurde, nahm er 1959 an der deutschen Fußball-Amateurmeisterschaft teil, Mannschaftskapitän Paul Howahl führte sein Team bis ins Halbfinale. In der Oberliga spielten die 48/99er nie und in der ersten Regionalligasaison stiegen sie ab. Danach bildeten sie umgehend mit dem Spielverein die Eintracht Duisburg.

## Fußball
Als der Spielverein und der TuS 48/99 im Jahr 1964 ihre Kräfte zur Eintracht bündelten, konnte der Meidericher SV in der Bundesliga die Vizemeisterschaft feiern. Auf Seiten der Eintracht wurden ehrgeizige Ziele verfolgt. Man wollte „in zwei Jahren in der Bundesliga sein“. Immerhin hatten man in dieser ersten Saison eine Reihe leistungsstarker Ex DSV-Kicker im Kader, darunter bewährte Leistungsträger wie Rolf Benning, Hennes Lohmann oder Heinz Bohnes. Dazu den Trainer Hermann Lindemann. Nur drei Spieler waren dagegen von Duisburg 48/99 übernommen worden. Das erste Lokalderby, am 9. August 1964, fand vor 9.000 Zuschauern gegen Nachbarn Hamborn 07 statt und endete 1:1. In den ersten beiden Regionalligaspielzeiten wurde jeweils der elfte Tabellenplatz erreicht. Finanzielle Probleme sorgten dafür, dass die Eintracht Jahr für Jahr Leistungsträger abgeben musste, um wirtschaftlich zu überleben.
1967 stieg die Eintracht als Tabellenletzter in die Verbandsliga Niederrhein ab. In der gesamten Rückrunde erreichte die Mannschaft lediglich 4 Punkte, trotz mehrfacher personeller Veränderungen auf der Trainerbank. Man begann die Spielzeit mit Coach Fred Harthaus, der von RW Essen gekommen war; nach einem Fehlstart in die Saison wurde mit Herbert Spartz ein technischer Leiter mit auf die Trainerbank gesetzt, ehe Harthaus wegen unklarer Kompetenzverteilung im Februar 1967 das Handtuch warf und Lazlo Molnar von Schalke 04 als Trainer ebenfalls erfolglos blieb. Immerhin gewann im Folgejahr die Mannschaft auf Anhieb die Oberliga-Meisterschaft – auch dank zahlreicher Tore des damals siebzehnjährigen, talentierten Nachwuchsspielers Reiner Geye – und setzte sich in der Aufstiegsrunde gemeinsam mit dem Bonner SC gegen den SSV Hagen und die SpVgg Erkenschwick durch. Im gleichen Jahr wurde kurzzeitig über eine Fusion der Lizenzspielerabteilungen der Eintracht, des MSV Duisburg und von Hamborn 07 zu einem 1. FC Duisburg nachgedacht, die jedoch nie realisiert wurde.
Als Tabellenvorletzter ging es 1969 postwendend zurück in die Verbandsliga, zumal Geye vor der Saison zu Fortuna Düsseldorf gewechselt war. Hier war die Eintracht zunächst stets in der oberen Tabellenhälfte zu finden, ehe 1976 der Abstieg in die Landesliga folgte. Ein Jahr später ging es hinunter in die Bezirksliga, ehe die Eintracht 1980 in der Kreisliga A ankam. Nach der Saison 2022/23 zog der Verein seine 1. Herrenmannschaft, die inzwischen in der Kreisliga B antrat, aus dem Spielbetrieb zurück. Somit tritt als einzige Herrenmannschaft derzeit die weiter als „Eintracht Duisburg II“ bezeichnete Reservemannschaft auf, die (Stand: Saison 2023/24) in der Kreisliga C antritt. Seit 1997 wird bei der Eintracht auch Frauen- und Mädchenfußball gespielt. Die erste Frauenmannschaft spielt derzeit (Stand: Saison 2023/24) in der Landesliga, die U-17-Mädchenmannschaft spielte zeitweise (1997 und 2006) in der Niederrheinliga.

### Persönlichkeiten
- Christoph Daum, wurde Bundesligatrainer beim 1. FC Köln, VfB Stuttgart, bei Bayer 04 Leverkusen und Eintracht Frankfurt
- Reiner Geye
- Friedhelm Haebermann
- Reiner Hollmann
- Werner Schneider
- Rudi Seliger

## Fechten

### Geschichte

#### Gründung
Erstmals wird das Fechten in Sitzungsprotokollen von Vorstandssitzungen vom Duisburger Turnverein von 1848 e. V. im Jahr 1848 erwähnt. Das erste öffentliche Fechten fand unter Publikum am 23. August 1853 statt. Aus den Protokollen geht hervor, dass es sich dabei bereits um das „moderne“ Sportfechten handelte und nicht um das Studentische Fechten.
Im Jahr 1911 wurde dann die Fechtabteilung im Duisburger Turn- und Sportverein 1848/99 gegründet. Der Fechtboden (Sporthalle) war im Burgacker.

#### Fechtverbot in Deutschland
Nach Ende des 2. Weltkrieges wird durch die Alliierten mit der Kontrollratsdirektive Nr. 23 vom 17. Dezember 1945 ein Fechtverbot verfügt. Die Fechter in Duisburg trainieren unter dem Denkmantel von Laienschauspielern weiter am Kurhaus Raffelberg. Die Alliierte Hohe Kommission hat mit Schreiben vom 21. März 1950 die Aufhebung des Fechtverbotes in Deutschland genehmigt, die Fechter fanden in der Sporthalle der Gottfried-Könzgen-Schule (heute Globus-Gesamtschule) eine neue Heimat.

#### Abspaltung Duisburger Fecht-Klub
Am Ende des Jahres 1965 gab es einen massiven Austritt von Fechtern, die sich auf Grund von finanziellen Differenzen mit dem Vorstand des Gesamtvereins zur Unterstützung eines Fechterheims in Hassum ergaben. Die ausgetretenen Fechter gründeten den Duisburger Fecht-Klub und behielten den Fechtboden in der Gottfried-Könzgen-Schule. Die Fechtabteilung in Eintracht Duisburg wurde danach, auf Bitten des Vorstandes von Helene Forg (Hockeyspielerin bei Eintracht Duisburg 1848 e. V. und Fechterin bei Hamborn 07) neu aufgebaut. Der neue Fechtboden war im gerade 1964 frisch fertig gestellten Vereinsheim an der Fugmann-Kampfbahn (heute BSA-Wedau III) in der oberen Hallen zusammen mit den Tischtennisspielern. Helene Forg führte die Geschäfte der Abteilung bis 1998.

### Landesstützpunkt
Die Fechtabteilung war von 1987 bis 1993 gemeinsam mit dem Fechtclub Moers Landesstützpunkt im Damen- und Herrenflorett des Landes Nordrhein-Westfalen.

### Internationales Montan-Turnier
Seit 1977 richtet die Fechtabteilung der Eintracht Duisburg 1848 e. V. regelmäßig das Montan-Turnier aus. Das Montan-Turnier war bis 1989 eines der größten Fechtturniere für Florett in der Region mit mehr als 450 Startern. In dieser Zeit waren unter anderem Starter vertreten wie der jetzige IOC-Präsident Thomas Bach und Matthias Behr. Das Kultusministerium NRW stellte regelmäßig Auszeichnungen für den besten Verein zur Verfügung. Die Teilnehmerzahlen gingen bis zum Ende der 90er stark zurück, dieses ist zurückzuführen auf fehlende organisatorische Fähigkeiten. Der Begriff „Montan-Turnier“ wurde gewählt an Anlehnung an die Stadt Montan Duisburg, der Begriff steht für die vorherrschende Stahl- und Kohleindustrie. Das Turnier fand von 1977 bis 1999 in der Sporthalle Krefelder Straße in Duisburg-Rheinhausen statt. Danach entschied man sich für die Ausrichtung in den eigenen Fechthallen im Sportpark Duisburg. Im Jahr 2011 vollzog das Turnier eine Wende und konnte die Teilnehmer durch eine gute Organisation und einem neuen Markenauftritt begeistern. Der Slogan „Stahl trifft Feuer“ zum Thema „Montan“ und Fechten unterstreicht diese neue Ausrichtung. Das Turnier findet auf Grund der starken Teilnehmerzahlen wieder in der Sporthalle Krefelder Straße statt und bindet in dessen Rahmen jährlich eine Kulturbörse „Sport trifft Rhein-Ruhr-Kultur“ mit ein.

### Erfolge
Die Fechtmannschaft von Eintracht Duisburg konnte im Herrenflorett 1983 und 1984 den Deutschlandpokal erringen, 1986 und 1990 wurde man Zweiter und 1985 Dritter. Mit der Damenflorettmannschaft konnte man 1989 den dritten Platz erreichen. Mit Peter Kuhn hatte der Verein Ende der 1970er Jahre einen Fechter der Spitzenklasse, der mehrfach die ersten Plätze bei den Deutschen Meisterschaften im Friesenkampf erreichte, darunter auch eine deutsche Meisterschaft. Auch die Juniorenmannschaften waren in den 70er Jahren in dieser Disziplin erstklassig und holten mehrfach Deutsche Meistertitel in der Mannschaft und im Einzel.

## Basketball
1951 wurde eine Basketballabteilung beim TuS Duisburg gegründet. Am 18. Oktober 1952 war der Verein Gründungsmitglied des Basketballkreises Niederrhein. Fünf Kreismeistertitel konnten während der Zeit beim TuS gefeiert werden: Die Herren waren 1955 und 1964 erfolgreich, 1962 die Schüler (heute U16), 1963 die männliche und die weibliche Jugend (heute U18 bzw. U17). Nach der Fusion zu Eintracht Duisburg kamen dann noch drei Erfolge bei den Mädchen dazu: 1972 die Jugend und 1974 und 1975 die Juniorinnen (heute U19). 1976 traten die Basketballer aus und gründeten den Verein Basket Duisburg.